# Fərhad Xəlilov
Fərhad Xəlilov (Farhad Halilov, azeriül: Xəlilov Fərhad Qurban oğlu; Baku, 1946. október 26. –) azerbajdzsáni művész, az Azerbajdzsáni Művészek Uniójának elnöke.

## Élete
1946. október 26-án született Bakuban. 1961 és 1966 között az azerbajdzsáni Əzim Əzimzadə állami művészeti iskolában tanult. Tanulmányait 1966-tól 1968-ig a Sztroganov Művészeti Iskolában, majd 1969 és 1975 között a Moszkvai Állami Művészeti Intézetben folytatta.
1989 óta tagja a Szovjetunió Művészszövetségének, 1987-ben pedig az Azerbajdzsáni Művészek Szövetségének elnökévé választották. Az Orosz Művészeti Akadémia tiszteletbeli tagja 2008 óta.
A művész munkásságában fontos szerepet játszanak az abşeroni motívumok. Az abşeroni tengerpart és táj, valamint az Abşeron-félsziget települései – Nardaran, Buzovna, Zagulba, Mashtaga, Mardakan és mások – példák erre. Műveit többször kiállították a volt Szovjetunióban és tagköztársaságaiban, köztük a Tretyjakov Galériában, Európában, valamint különböző galériákban és kiállításokon.

## Elismerései, díjai
- Az Orosz Művészeti Akadémia ezüstérme - 1987
- Az Azerbajdzsáni SZSZK kitüntetett művésze - 1988. május 7.
- Művészetek és Irodalom Érdemrendjének lovagja - 2000[3]
- Puskin Érdemérem - 2000
- Az Azerbajdzsán népművésze - 2002. május 30.[5]
- Shohrat-rend - 2006. október 25.[6]
- Az Orosz Művészeti Akadémia aranyérme - 2012[7]
- Sharaf-rend - 2016. október 25.[8]
- A Független Államok Közössége „Az Unió Csillaga” díja - 2017

## Fordítás
- Ez a szócikk részben vagy egészben  a   Farhad Khalilov című angol Wikipédia-szócikk ezen változatának fordításán alapul.  Az eredeti cikk szerkesztőit annak laptörténete sorolja fel. Ez a jelzés csupán a megfogalmazás eredetét és a szerzői jogokat jelzi, nem szolgál a cikkben szereplő információk forrásmegjelöléseként.